# 青光眼

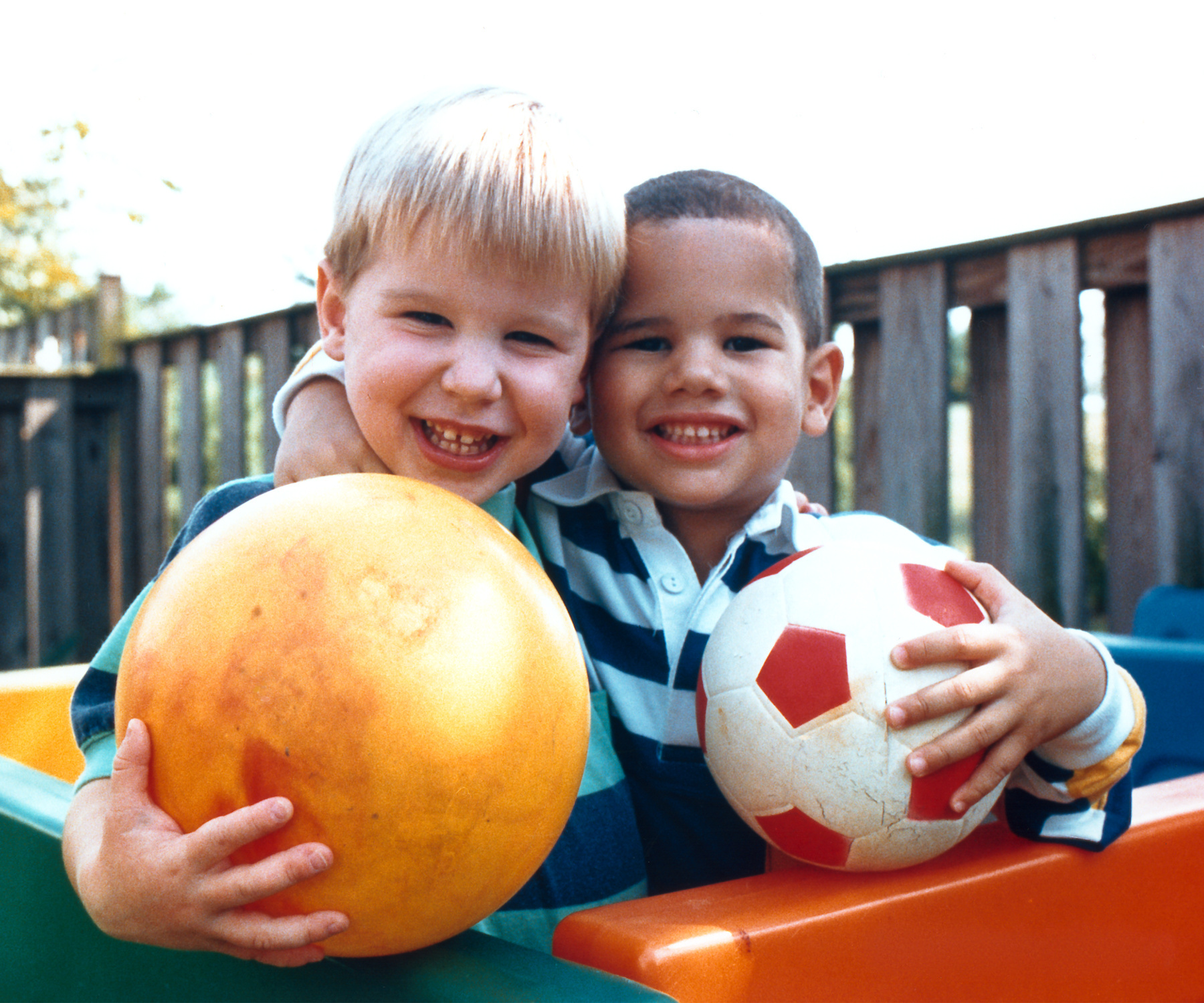
正常人所見

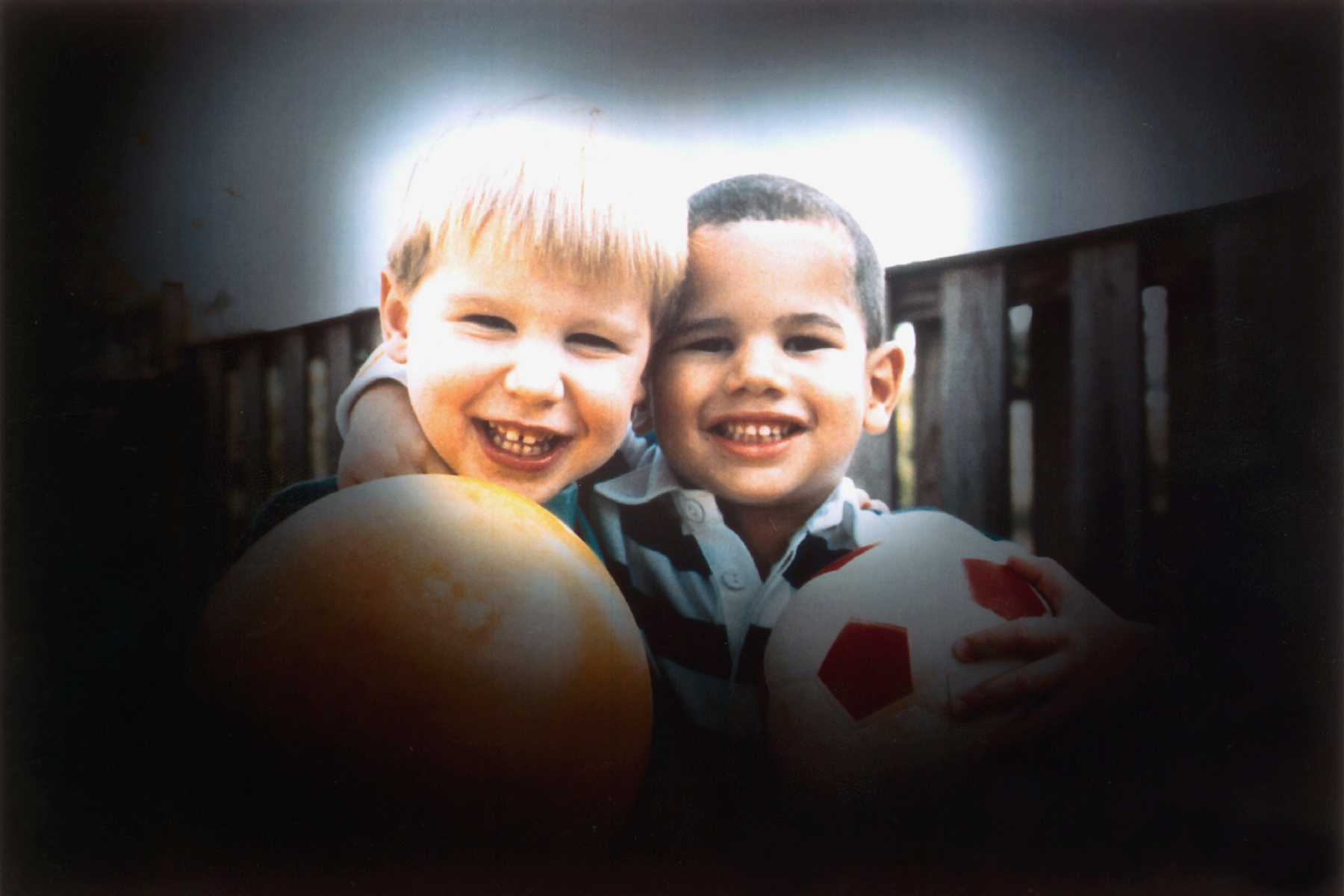
青光眼患者所見

青光眼（glaucoma）是一系列會導致視神經受損，進而造成视野缺损、視力喪失的眼疾。其中最常見的是隅角開放性青光眼（开角型青光眼），隅角閉鎖性青光眼（闭角型青光眼）次之，但東亞裔族群罹患後者的機會較歐裔族群高。也有部分青光眼患者的眼壓是正常的，稱爲正常眼壓性青光眼。 
隅角開放型的疾病進程較為緩慢，且不會有疼痛感。青光眼一般從周邊視野開始進犯，如果此時不接受治療，則會進展至中心視野導致眼失明。隅角閉鎖性的疾病發展有可能為漸進或突發。若為突發性的，則有伴隨急性眼痛、視力模糊、瞳孔放大、眼睛紅痛與暈眩的可能。由青光眼所造成的視力喪失是永久性的。
青光眼的危險因子包括眼壓持續升高、有青光眼的家族病史、高血壓。眼壓高於21 mmHg或2.8 kPa一般認為是導致青光眼的危險因子，但也有病人高眼壓長達數年，卻沒有任何不良影響的。相對的，視神經損傷卻可能在眼壓維持在正常值時發生，即所謂的「正常眼壓型青光眼」。目前認為隅角開放型青光眼的機轉是虹膜阻擋了眼睛小樑網作用，而小樑網正是眼睛用於排除房水的構造，使患者的眼球無法正常順利排除房水。青光眼可以用散瞳後的視力檢查來診斷。通常，視神經杯會因為受到壓迫而產生視神經盤凹陷（optic cupping）。
若以藥物、激光或手術的方式早期治療，是有機會減緩或停止疾病惡化的。上述這些醫療方法都是旨在降低眼壓，現在有多種不同的青光眼藥物可給予病人。雷射治療對隅角開放性青光眼和隅角閉鎖性都同樣有效，倘若所有的方式都無法有效治療，則當考慮對病人施予手術。有數種青光眼手術可以選擇。隅角閉鎖性青光眼屬於醫療急症，必須儘快處理。
全球約有600-670萬人罹患青光眼。在美國，此疾病大約對200萬人的生活造成影響。以年齡層來看，青光眼病患較多為老年人口。隅角閉鎖性的患者則以女性為多。青光眼又被人稱為「視力竊賊」是因為它的疾病進程極為緩慢，在一段很長的時間後慢慢使得病人失去視力。全球統計顯示在導致失明的原因中，青光眼僅次於白內障。青光眼一詞的拉丁文「glaucoma」是由古希臘文「glaukos」變化而來，原意是藍、綠或是灰。該詞在英文上首先出現於1587年，卻一直到1850年才開始廣泛使用，因為是在眼底鏡被發明後，人們才可以直接看到視神經的損傷。

## 成因
青光眼的定义一直在更新，早期人们认为眼压高，等同于青光眼，而後來發現部分青光眼患者眼壓卻是正常的。所以青光眼的定义随着人们对这个疾病认识的提高而变化着。目前認為青光眼的成因主要來自「眼內壓過高」及「視神經血液灌流不良」兩個因素，而視神經為眼球最脆弱的部位，一旦眼球的壓力變大，就會壓迫視神經，造成視神經傷害，最後導致青光眼。
原發性青光眼通常成因不明，且可能一出生就帶有病因，青光眼確實成因可以說是醫學上最大謎團之一，尤其是原發性。續發性則和外傷、眼內發炎、眼睛手術、糖尿病等血管疾病及使用類固醇等多重原因有關。
例如有一種續發性急性青光眼是由於白內障過於成熟、擠壓眼內空間，加上氣候驟降眼內微血管收縮，造成晶狀體腫大，壓迫眼內排水途徑，房水不易排出，眼壓急速升高而導致急性青光眼發作。統計上有意義的數據表明，身材嬌小、遠視、年逾55歲的女性有較大青光眼罹患率，身材嬌小者相對眼軸也較短是理由之一。

## 徵狀
- 閉鎖性青光眼常见头痛，眼胀，部分伴有恶心，呕吐，虹视，偏头痛
- 開放性青光眼大多没有任何症状

## 治療方法

### 抗青光眼药物
- 交感神经阻断剂
  - beta-受体阻断剂
    - 代表药物：
      - 非选择性beta-受体阻断剂：噻吗洛尔(Timolol)、贝他根(Levobunolol)，美开朗(Carteolol)

  - 选择性beta-受体阻断剂：贝特舒(Betaxolol)
    - 作用机制：使房水产生减少
    - 用法：点眼，bid（一日两次），醒后第一次，至少8小时以后再点第二次，不要在睡前使用
    - 禁忌：支气管哮喘，心功能低下，窦性心动过缓，房室传导阻滞，孕产妇

- 副交感神经兴奋剂（英语：Parasympathomimetic drug）
  - 代表药物：匹罗卡品（即毛果芸香碱(Pilocarpine)）
  - 作用机制：
    - 闭角型青光眼：缩瞳，牵拉虹膜根部使房角开放
    - 开角型青光眼：促进Schlemm管对房水的排出

- 肾上腺素能alpha2-受体激动剂（英语：Alpha-adrenergic agonist）
  - 代表药物：阿法根(Brimonidine)
  - 作用机制：
    - 减少房水的产生、增加色素膜巩膜通道的房水排出。视神经保护作用

  - 用法：bid-tid（一日两次~一日三次）
  - 禁忌：高空作业、司机，5岁以下儿童

- 前列腺素
  - 代表药物：taflotan (台灣譯為：泰福羅坦，為最新型藥品）
  - 作用机制：促进葡萄膜巩膜途径的房水排出
  - 用法QN（每晚一次）
  - 慎用：无晶体眼、人工晶体眼、葡萄膜炎、单疱病毒性角膜炎，孕产妇，支气管哮喘

- 碳酸酐酶抑制剂（英语：Carbonic anhydrase inhibitor）
  - 代表药物：Diamox，派立明(Brinzolamide)
  - 作用机制：抑制房水生成

#### 藥物副作用
青光眼可以用以控制眼壓的bimatoprost（一般採用Lumigan）或一種能夠控制細胞生長的前列腺素（prostaglandins）治療。兩者都有令眼睫毛增長的「副作用」。不過，有不道德的商人卻利用了這種副作用，在睫毛液裡加入這兩種成份。就此，美國食物及藥品管理局（FDA）扣查了一批有問題的睫毛液，並向使用這類產品的消費者發出警告。根據專家的警告，使用含有青光眼治療藥物的睫毛液，不但有可能引致使用者的眼睛及視網膜發炎，嚴重者會引起視力衰退。

### 手术治疗
对于晚期青光眼，患者眼压长期处于高水平，引起眼球疼痛，至角膜内皮功能不良引起角膜大泡性病变，这时为了解除病人的痛苦，可以使用睫状体冷冻术或睫状体光凝术破坏睫状体无色素上皮分泌房水的功能。
青光眼最主要的手术为小梁切除术，医师先将结膜打开，制造一个巩膜瓣，然后制作一个与眼前房相通可让房水流通的通道，这个手术叫做小梁切除术。但是，小梁切除术时，医师通常会给与MMC（丝裂霉素）来抑制手术后可能的瘢痕化。丝裂霉素含有剧毒，一般用来杀死癌症细胞，如果使用不当可能引起并发症。因此在手术之中仅在巩膜瓣之下作用数分钟，然后立刻用大量的生理盐水冲洗干净。
目前，有一种胶原蛋白基质，可以手术后放在巩膜瓣的上方，如此，无须使用丝裂霉素便可达到减少斑痕化的效果。而且手术的成功率远远大于丝裂霉素的使用，并且没有丝裂霉素引起的副作用。胶原蛋白基质在眼内30~90天就被分解。
在歐美地區及中國大陸等地治療難治型青光眼手術常使用植入式導流管瓣膜方式取代傳統Trabeculectomy(小梁切除術)，據文獻上臨床研究顯示比起小梁切除術經一段時間後仍然可能造成堵塞眼壓持續飆高，引流手術具有長期顯著降低眼壓的效果。